# Герб Рогатина
Герб Рога́тина — офіційний символ-герб міста Рогатина (райцентр Івано-Франківської області). Герб є промовистим, причому назва міста обігрується двічі.

## З історії герба
Головне зображення на рогатинському гербі, яке було завжди там присутнє, — оленячий ріг, як і назва міста «Рогатин», апелюють до легенди, згідно з якою велетенський олень-рогач начебто вивів з лісу дружину руського князя Ярослава Осмомисла, що заблукала на полюванні, а на тому місці, звідки вона вийшла, і було засноване місто Рогатин.
Перший символ Рогатина — власну печатку у вигляді оленячого рога з літерою «R» місто отримало у 1415 році.
У 1535 місту надане магдебурзьке право, відтак право на власний герб. Тодішній герб містив на щиті латинську (польську) «Р» («R»), згодом на деякий час — до 1557 року цю літеру змінила латинська «Б» («B») по імені Бони, жінки польського короля Жигмонта І.

2-й герб Рогатина австрійського періоду

Із входженням Рогатина разом з іншими землями до Австрії утверджується новий герб. Так, у цісарському документі від 1796 року є докладний опис герба міста:
|  | «Дозволяємо містові мати власний герб, а саме, природний, поставлений на блакитному полі ріг оленя з сімома розсохами, зверненими вправо, а побіч золоту латинську букву R. Робимо це надання та дозволяємо місту мати описаний тут герб і користуватися ним без перешкод у всіх пам’ятках і будівлях, що постануть в імені цілої міської громади, та на печатках на грамотах, які будуть видані в імені міста, з видрукуваною тут леґендою Sigillus Municipii Rogatyn» |

Герб мав круглу форму і був опоясаний білим кільцем з отим написом Sigillum Municipi Rohatyn (Муніципальна рада Рогатина).
У гербовниках же XIX століття подається вже видозміненій герб Рогатина:
|  | Природний, поставлений вертикально на синьому тлі ріг оленя з сімома ріжками, а побіч золоту латинську літеру "R" у французькому щиті. |

Сучасний герб Рогатина має вигляд, дуже близький гербові австрійського періоду, головна відмінність у зображеннях у геральдичному полі — замість літери «R» використовується українська «Р» — початкова літера назви міста «Рогатин».

## Виноски
1. ↑  Опис міста Рогатина та Рогатинського району (Опілля) [Архівовано 24 вересня 2015 у Wayback Machine.] на Сайт вано-Франківської обласної державної адміністрації [Архівовано 16 лютого 2021 у Wayback Machine.]
2. ↑  Перший герб (Рогатина) австрійського періоду на сайті «Українська геральдика». Архів оригіналу за 2 травня 2014. Процитовано 2 листопада 2010.
3. ↑  Другий герб (Рогатина) австрійського періоду на сайті «Українська геральдика». Архів оригіналу за 2 травня 2014. Процитовано 2 листопада 2010.
4. ↑  Сучасний герб (Рогатина) на сайті «Українська геральдика». Архів оригіналу за 2 травня 2014. Процитовано 2 листопада 2010.

## Джерело
- Рогатин на сайті «Українська геральдика» [Архівовано 6 березня 2016 у Wayback Machine.]